# جايسون روجرز (لاعب كرة قاعدة)
جايسون روجرز (بالإنجليزية: Jason Rogers)‏ هو لاعب كرة قاعدة أمريكي، ولد في 13 مارس 1988 في إيست بوينت في الولايات المتحدة.

## وصلات خارجية
- جايسون روجرز على موقع دوري كرة القاعدة الرئيسي (الإنجليزية)
- جايسون روجرز على موقع الدوري الياباني لكرة القاعدة (الإنجليزية)
- جايسون روجرز على موقعبيزبول رفرنس.كوم (الدوري الرئيسي) (الإنجليزية)
- جايسون روجرز على موقعبيزبول رفرنس.كوم (الدوري الثانوي) (الإنجليزية)
- جايسون روجرز على موقع إي إس بي إن.كوم (أم.أل.بي) (الإنجليزية)
- جايسون روجرز على موقع مشجعي الرسوم البيانية (الإنجليزية)